# Biopolitiek
Biopolitiek (of lichaamspolitiek) is een term die populair geworden is door de filosoof Michel Foucault ter aanduiding van politieke systemen waarin biomacht wordt uitgeoefend. Het verwijst dus naar politieke praktijken die het biologische leven van mensen centraal stelt en probeert te beïnvloeden, te sturen of te beschermen. De term kent echter al een langere geschiedenis in de 20e eeuw en werd al door auteurs voor Foucault gebezigd.
De term wordt na Foucault opgepakt door talloze andere auteurs zoals Didier Fassin, Donna Haraway, Thomas Lemke, Paul Rabinow, Fiona Kumari Campbell en Nikolas Rose. Daarnaast vindt men het ook terug in het werk van een hele reeks hedendaagse Italiaanse denkers zoals Giorgio Agamben, Roberto Esposito, Maurizio Lazzarato en Antonio Negri. In het werk van Michael Hardt en Antonio Negri wordt de term vooral gebruikt ter aanduiding van de productiewijze van de postindustriële maatschappij: de productie van het sociale leven, waarin cultuur en politiek samengaan. Deze biedt de kans op verzet tegen het kapitalistisch systeem (in de terminologie van Hardt en Negri, het Empire) en de biomacht die het uitoefent met het eigen lijf en leven als wapen. Een belangrijke vorm van biopolitiek is het vluchten voor armoede, waarbij men de grenzen van natiestaten ondermijnt door 'simpelweg' elders te gaan leven. Ook zelfmoordterrorisme is een vorm van biopolitiek ('de meest tragische en afschuwelijke'): hier wordt het eigen leven vrijwel letterlijk als wapen ingezet, waarbij het verloren gaat.